# Orsotriaena modestus
Orsotriaena modestus är en fjärilsart som beskrevs av William Henry Miskin 1890. Orsotriaena modestus ingår i släktet Orsotriaena och familjen praktfjärilar. Inga underarter finns listade i Catalogue of Life.